# Рожков, Борис Сергеевич
Борис Сергеевич Рожков — советский хозяйственный и государственный деятель, Герой Социалистического Труда.

## Биография
Родился в 1937 году в Астрахани. Член КПСС.
До 1959 — военнослужащий Советской армии.
В 1959—1962 — кочегар Астраханского тепловозоремонтного завода.
В 1962—1997 — слесарь-инструментальщик Астраханского машиностроительного завода «Прогресс» Министерства радиопромышленности СССР.
Указом Президиума Верховного Совета СССР от 29 марта 1976 года присвоено звание Героя Социалистического Труда с вручением ордена Ленина и золотой медали «Серп и Молот».
Депутат Верховного Совета СССР 10-го созыва.
Живёт в Астрахани.

## Награды и звания
- Герой Социалистического Труда (29.03.1976)
- Орден Ленина (26.04.1971, 29.03.1976)